# Passiflora chocoensis
Passiflora chocoensis là một loài thực vật có hoa trong họ Lạc tiên. Loài này được G. Gerlach & T. Ulmer mô tả khoa học đầu tiên năm 2000.